# NGC 4008
NGC 4008 је елиптична галаксија у сазвежђу Лав која се налази на NGC листи објеката дубоког неба.
Деклинација објекта је + 28° 11' 34" а ректасцензија 11h 58m 17,1s. Привидна величина (магнитуда) објекта NGC 4008 износи 11,9 а фотографска магнитуда 12,9. Налази се на удаљености од 43,709 милиона парсека од Сунца. NGC 4008 је још познат и под ознакама UGC 6953, MCG 5-28-61, CGCG 157-66, PGC 37666.